# 大佘太镇
大佘太镇，是中华人民共和国内蒙古自治区巴彦淖尔市乌拉特前旗下辖的一个乡镇级行政单位。

## 行政区划
大佘太镇下辖以下地区：
佘太村、忠厚堂村、南苑村、南昌村、苗二壕村、乌兰村、三份子村、什那干村、红明村和马卜子村。